# Saint-Cyr-en-Val
Pour les articles homonymes, voir Saint-Cyr.
Saint-Cyr-en-Val est une commune française située dans le département du Loiret en région Centre-Val de Loire.

## Géographie

### Localisation

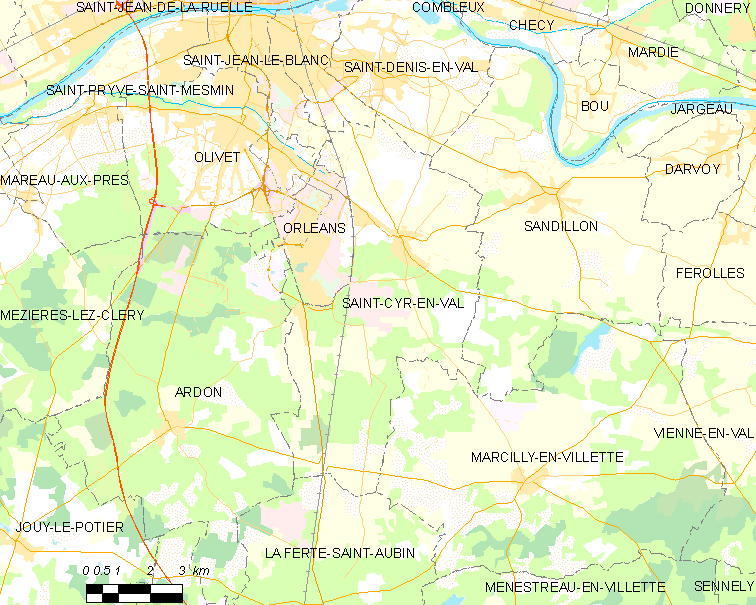
Carte de la commune de Saint-Cyr-en-Val et des communes limitrophes.

La commune de Saint-Cyr-en-Val se trouve dans le quadrant sud-ouest du département du Loiret, dans la région agricole de la Sologne et l'aire urbaine d'Orléans.  À vol d'oiseau, elle se situe à 9,3 km  d'Orléans, préfecture du département, et à 6,9 km de Saint-Jean-le-Blanc, ancien chef-lieu du canton dont dépendait la commune avant mars 2015. La commune fait partie du bassin de vie d'Orléans.
Les communes les plus proches sont : Sandillon (5,1 km), Saint-Denis-en-Val (5,3 km), Olivet (6,2 km), Saint-Jean-le-Blanc (6,9 km), Bou (7,5 km), Combleux (7,8 km), Chécy (8 km), Saint-Jean-de-Braye (8,2 km), Marcilly-en-Villette (8,4 km) et Mardié (9 km).

### Géologie et relief

#### Géologie
La commune se situe dans le sud du Bassin parisien, le plus grand des trois bassins sédimentaires français. Cette vaste dépression, occupée dans le passé par des mers peu profondes et des lacs, a été comblée, au fur et à mesure que son socle s’affaissait, par des sables et des argiles, issus de l’érosion des reliefs alentours, ainsi que des calcaires d’origine biologique, formant ainsi une succession de couches géologiques.
Les couches affleurantes sur le territoire communal sont constituées de formations superficielles du Quaternaire et de roches sédimentaires datant du Cénozoïque, l'ère géologique la plus récente sur l'échelle des temps géologiques, débutant il y a 66 millions d'années. La formation la plus ancienne est du calcaire de Pithiviers remontant à l’époque Miocène de la période Néogène. La formation la plus récente est des alluvions récentes des lits mineurs remontant à l’époque Holocène de la période Quaternaire. Le descriptif de ces couches est détaillé dans  la feuille « n° 398 - La Ferté-Saint-Aubin » de la carte géologique au 1/50 000ème du département du Loiret, et sa notice associée.

Carte géologique de la commune.

|  | Fz :  | alluvions récentes des lits mineurs, Holocène                                                     |
|  | Fy :  | alluvions récentes des levées et montilles de la Loire et des basses terrasses du Loing, Holocène |
|  | Fw :  | alluvions de haute terrasse de la Loire, Pléistocène (Riss), terrasse +10 -15 m                   |
|  | Fvb : | alluvions de haute terrasse, Pléistocène (Mindel), terrasse +20 m                                 |

|  | m3-p1SASo : | sables et argiles de Sologne, Langhien supérieur à Pliocène inférieur |
|  | m2MCO :     | marnes et calcaires de l'Orléanais, Burdigalien                       |
|  | m1CPi :     | calcaire de Pithiviers, Aquitanien                                    |

#### Relief
La superficie cadastrale de la commune publiée par l’Insee, qui sert de références dans toutes les statistiques, est de 44,23 km2,. La superficie géographique, issue de la BD Topo, composante du Référentiel à grande échelle produit par l'IGN, est quant à elle de 44,42 km2. Son relief est relativement plat puisque la dénivelée maximale atteint 34 mètres. L'altitude du territoire varie entre 92 m et 126 m.

### Hydrographie
Les cours d'eau passant par le territoire de la commune sont le Dhuy ; et un ruisseau, le Morchêne Rau, qui se jette dans le Dhuy à proximité du centre-bourg. On peut noter que la source du Loiret était sur le territoire de la commune jusqu'en 1959 (voir section « Histoire »).

### Climat
Pour des articles plus généraux, voir Climat du Centre-Val de Loire et Climat du Loiret.
En 2010, le climat de la commune est de type climat océanique dégradé des plaines du Centre et du Nord, selon une étude du CNRS s'appuyant sur une série de données couvrant la période 1971-2000. En 2020, Météo-France publie une typologie des climats de la France métropolitaine dans laquelle la commune est exposée à un climat océanique altéré et est dans la région climatique Moyenne vallée de la Loire, caractérisée par une bonne insolation (1 850 h/an) et un été peu pluvieux.
Pour la période 1971-2000, la température annuelle moyenne est de 10,8 °C, avec une amplitude thermique annuelle de 15,3 °C. Le cumul annuel moyen de précipitations est de 694 mm, avec 10,8 jours de précipitations en janvier et 7 jours en juillet. Pour la période 1991-2020, la température moyenne annuelle observée sur la station météorologique de Météo-France la plus proche, sur la commune de Fleury-les-Aubrais à 12 km à vol d'oiseau, est de 11,7 °C et le cumul annuel moyen de précipitations est de 728,8 mm,. Pour l'avenir, les paramètres climatiques de la commune estimés pour 2050 selon différents scénarios d'émission de gaz à effet de serre sont consultables sur un site dédié publié par Météo-France en novembre 2022.

### Lieux-dits et écarts
La Chalotière, la Commanderie, Saint-Benoît, la Petite-Mérie, Gautray, la Gare.

### Milieux naturels et biodiversité

#### Site Natura 2000
Le réseau Natura 2000 est un réseau écologique européen de sites naturels d’intérêt écologique élaboré à partir des Directives «Habitats » et «Oiseaux ». Ce réseau est constitué de Zones Spéciales de Conservation (ZSC) et de Zones de Protection Spéciale (ZPS). Dans les zones de ce réseau, les États membres s'engagent à maintenir dans un état de conservation favorable les types d'habitats et d'espèces concernés, par le biais de mesures réglementaires, administratives ou contractuelles. L'objectif est de promouvoir une gestion adaptée des habitats tout en tenant compte des exigences économiques, sociales et culturelles, ainsi que des particularités régionales et locales de chaque État membre. les activités humaines ne sont pas interdites, dès lors que celles-ci ne remettent pas en cause significativement l’état de conservation favorable des habitats et des espèces concernés,.
Un site Natura 2000 est présent dans la partie sud du territoire communal de Saint-Cyr-en-Val : la « Sologne », qui a été désignée SIC par arrêté du 26 octobre 2009 et est codée FR2402001. D'une superficie totale de 346 184 ha, elle constitue une vaste étendue émaillée d'étangs, située en totalité sur les formations sédimentaires du burdigalien. L'agriculture est en recul et on observe une fermeture des milieux naturels (landes). Plusieurs ensembles naturels de caractère différent se distinguent sur ce site :
- la Sologne des étangs ou Sologne centrale, qui recèle plus de la moitié des étangs de la région ; les sols sont un peu moins acides que dans le reste du pays ;
- la Sologne sèche ou Sologne du Cher, qui se caractérise par une plus grande proportion de landes sèches à bruyère cendrée, callune et Hélianthème faux-alysson ;
- la Sologne maraîchère, qui abrite encore une agriculture active et possède quelques grands étangs en milieu forestier ;
- la Sologne du Loiret, au nord, qui repose en partie sur des terrasses alluviales de la Loire issues du remaniement du soubassement burdigalien, ensemble auquel appartient la commune de Saint-Cyr-en-Val.

#### Zones nationales d'intérêt écologique, faunistique et floristique

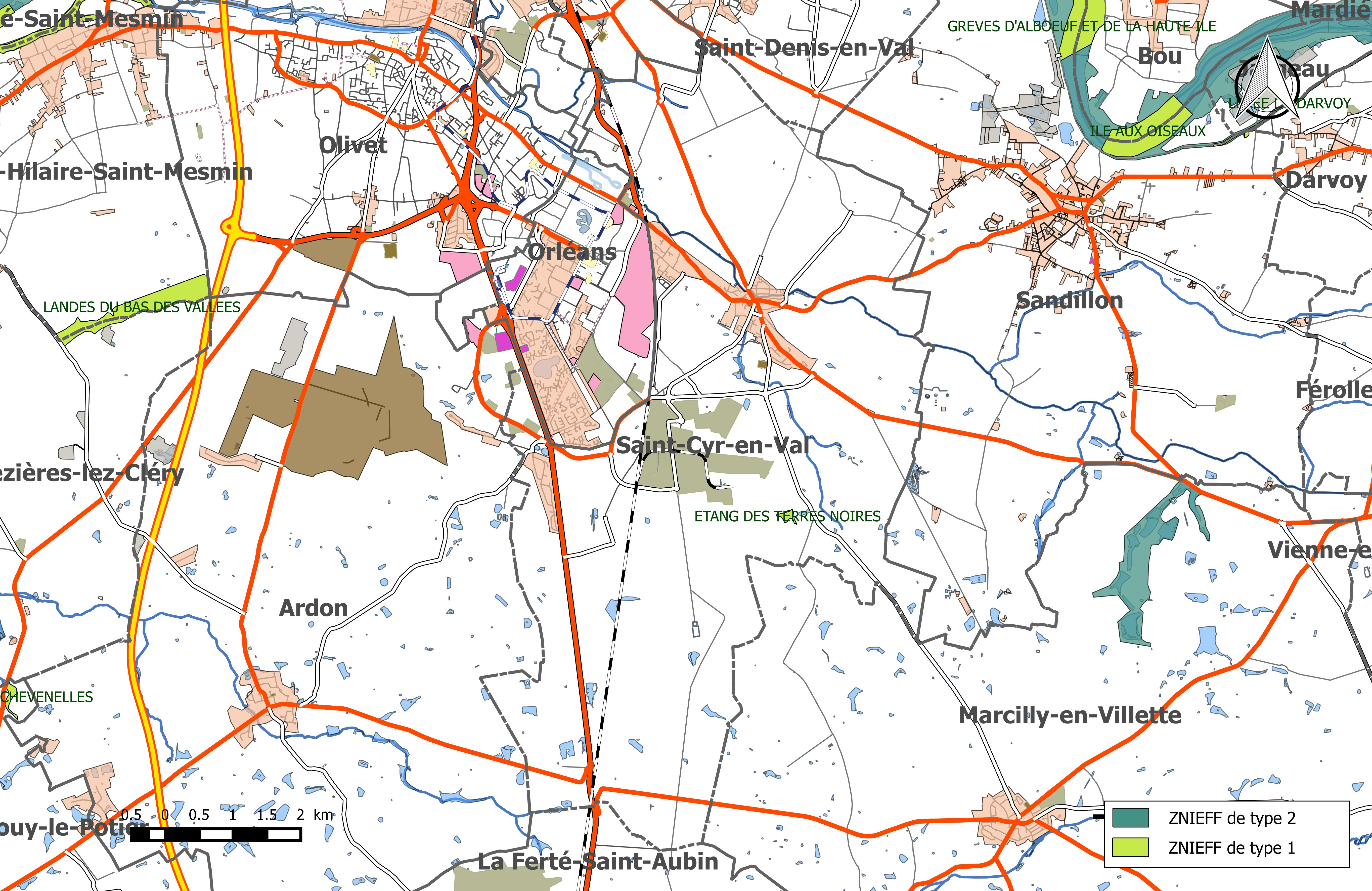
Carte des ZNIEFF de la commune et de ses abords.

L’inventaire des zones naturelles d'intérêt écologique, faunistique et floristique (ZNIEFF) a pour objectif de réaliser une couverture des zones les plus intéressantes sur le plan écologique, essentiellement dans la perspective d’améliorer la connaissance du patrimoine naturel national et de fournir aux différents décideurs un outil d’aide à la prise en compte de l’environnement dans l’aménagement du territoire. Le territoire communal de Saint-Cyr-en-Val comprend une ZNIEFF dénommée « Étang des Terres noires ». De type 1 et d'une superficie de 2 hectares, elle est située à deux kilomètres au sud du bourg de Saint-Cyr-en-Val. Son altitude varie entre 112 et 115 m. Il s'agit d'un plan d'eau alimenté par le Morchêne, dont les traces les plus anciennes (photographie aérienne) remontent à 1950. Deux types d'habitats intéressants s'y distinguent : des petites saussaies marécageuses abritant la fougère des marais (Thelypteris palustris), espèce protégée en région Centre-Val de Loire, et une jonchaie haute contenant une population de grande douve (Ranunculus lingua), espèce protégée au niveau national).
Ville fleurie : quatre fleurs attribuées par le conseil national des villes et villages fleuris de France au concours des villes et villages fleuris depuis 2005,.

## Toponymie
La commune doit pour partie son nom à saint Cyr, jeune martyr chrétien du IVe siècle, fils de sainte Julitte.

## Histoire
Une occupation datant du Néolithique a été retrouvée.
Des chanoines du chapitre de l'église Saint-Pierre-le-Puellier d'Orléans s'installent en 1002. L'occupation civile est centrée sur le château de la Mothe.
Le 29 avril 1429, Jeanne d'Arc traverse ses terres au lieu-dit Saut de la Puce, afin de délivrer Orléans.

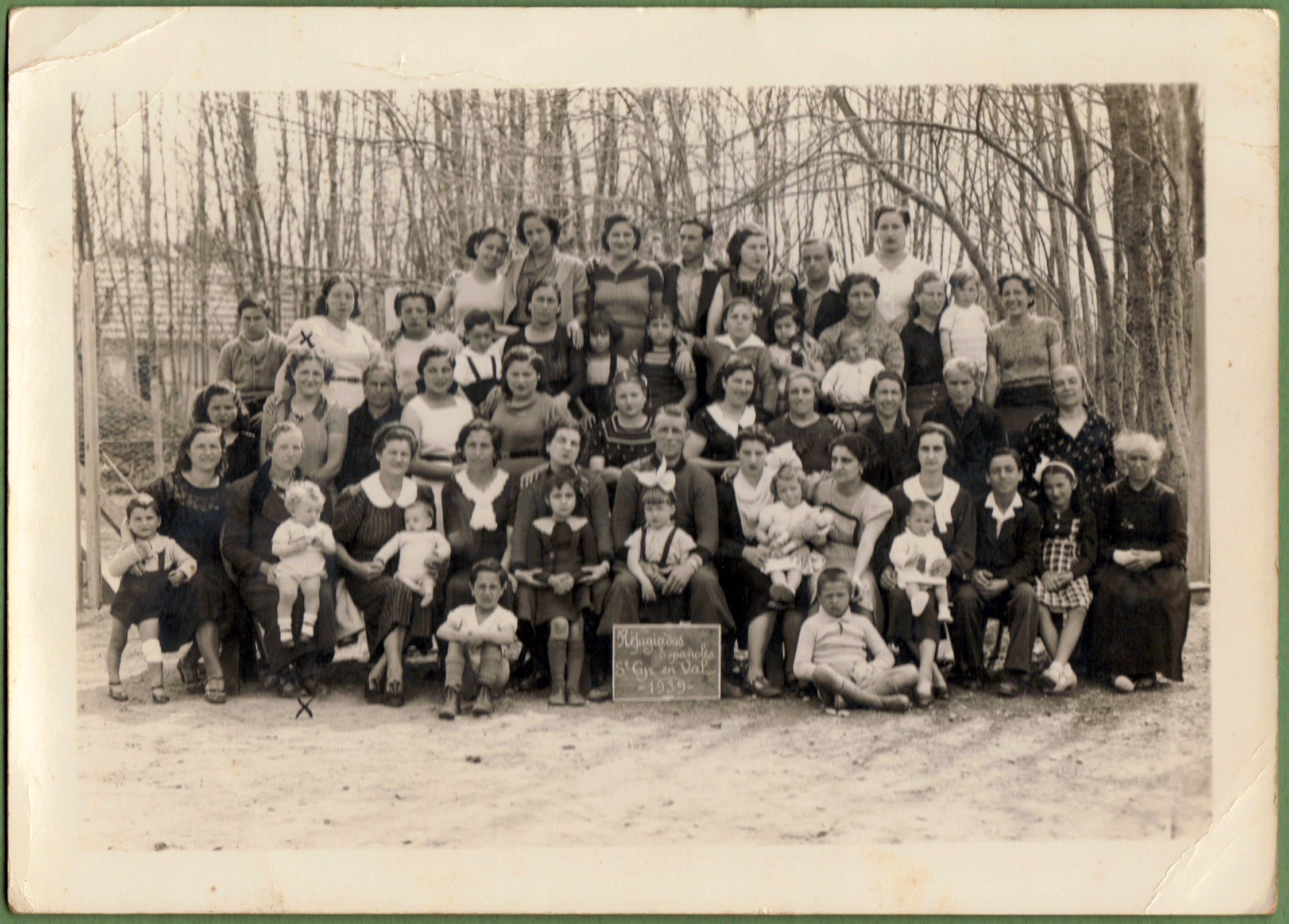
Réfugiés espagnols - camp de Saint-Cyr-en-Val (1939).

Entre le 29 janvier et le 8 février 1939, plus de 2 800 réfugiés espagnols fuyant l'effondrement de la république espagnole devant les troupes de Franco, arrivent dans le Loiret. Devant l'insuffisance des structures d'accueil d’Orléans, 46 centres d’accueil ruraux sont ouverts, dont un à Saint-Cyr-en-Val. Les réfugiés, essentiellement des femmes et des enfants (les hommes sont désarmés et retenus dans le Sud de la France), sont soumis à une quarantaine stricte, vaccinés, le courrier est limité, et le ravitaillement, s'il est peu varié et cuisiné à la française, est cependant assuré. Une partie des réfugiés rentrent en Espagne, incités par le gouvernement français qui facilite les conditions du retour, ceux préférant rester sont regroupés au camp de la verrerie des Aydes, à Fleury-les-Aubrais.
En 1959, Saint-Cyr-en-Val cède à Orléans, pour le franc symbolique, des terrains à l'ouest de la commune, les domaines de la Source et de Concyr, permettant ainsi la construction du quartier d'Orléans-la-Source.

## Urbanisme

### Typologie
Au 1er janvier 2024, Saint-Cyr-en-Val est catégorisée ceinture urbaine, selon la nouvelle grille communale de densité à sept niveaux définie par l'Insee en 2022.
Elle appartient à l'unité urbaine d'Orléans, une agglomération intra-départementale regroupant 19  communes, dont elle est une commune de la banlieue,,. Par ailleurs la commune fait partie de l'aire d'attraction d'Orléans, dont elle est une commune de la couronne,. Cette aire, qui regroupe 136 communes, est catégorisée dans les aires de 200 000 à moins de 700 000 habitants,.

### Occupation des sols
L'occupation des sols de la commune, telle qu'elle ressort de la base de données européenne d’occupation biophysique des sols Corine Land Cover (CLC), est marquée par l'importance des territoires agricoles (59 % en 2018), en diminution par rapport à 1990 (60,8 %). La répartition détaillée en 2018 est la suivante : 
terres arables (40,3 %), forêts (32,1 %), zones agricoles hétérogènes (10,5 %), prairies (4,8 %), zones industrielles ou commerciales et réseaux de communication (4,6 %), zones urbanisées (4,3 %), cultures permanentes (3,4 %).
L'évolution de l’occupation des sols de la commune et de ses infrastructures peut être observée sur les différentes représentations cartographiques du territoire : la carte de Cassini (XVIIIe siècle), la carte d'état-major (1820-1866) et les cartes ou photos aériennes de l'IGN pour la période actuelle (1950 à aujourd'hui).

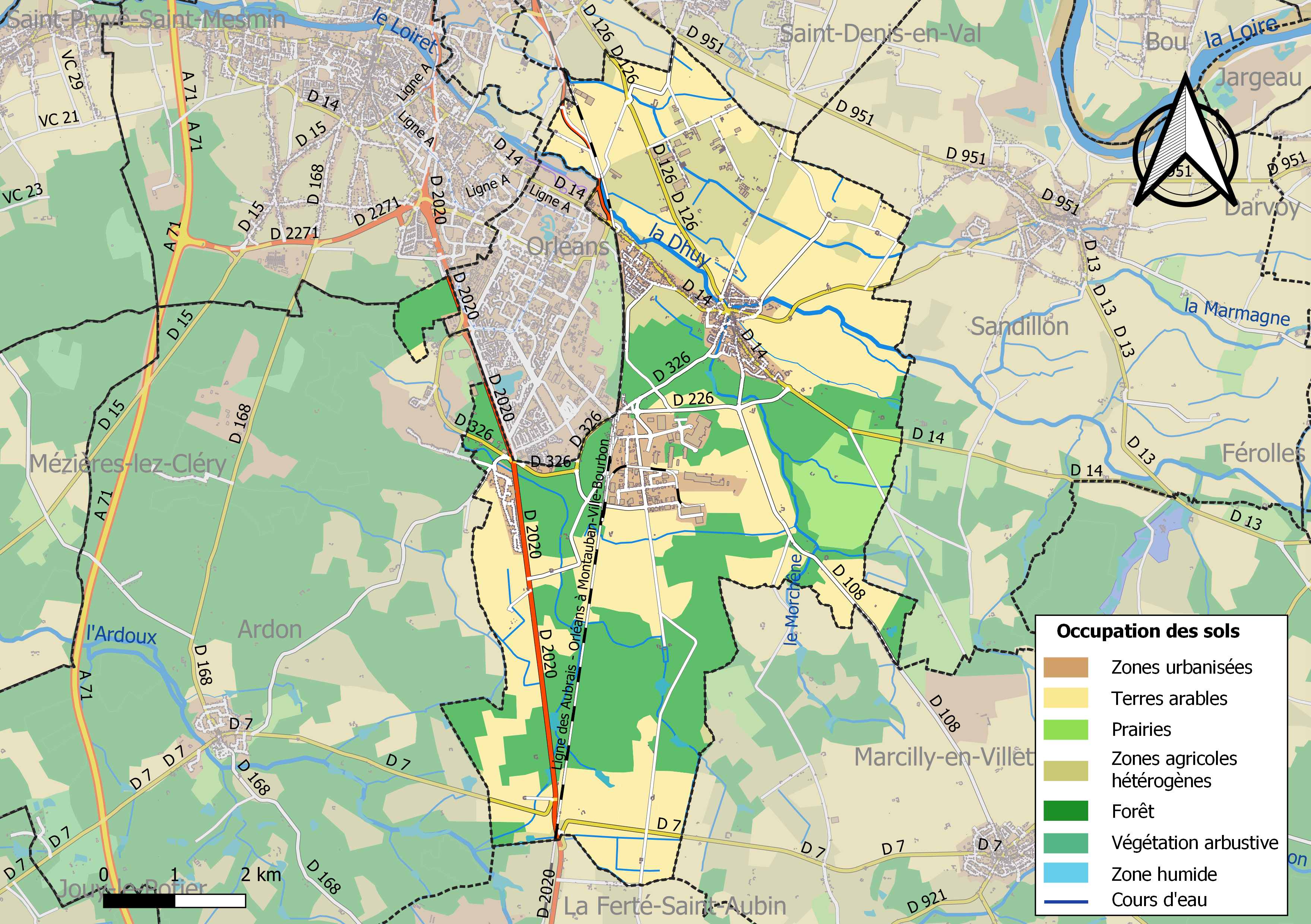
Carte des infrastructures et de l'occupation des sols de la commune en 2018 (CLC).
Carte orthophotographique de la commune en 2016.

### Voies de communication et transports

#### Infrastructures routières

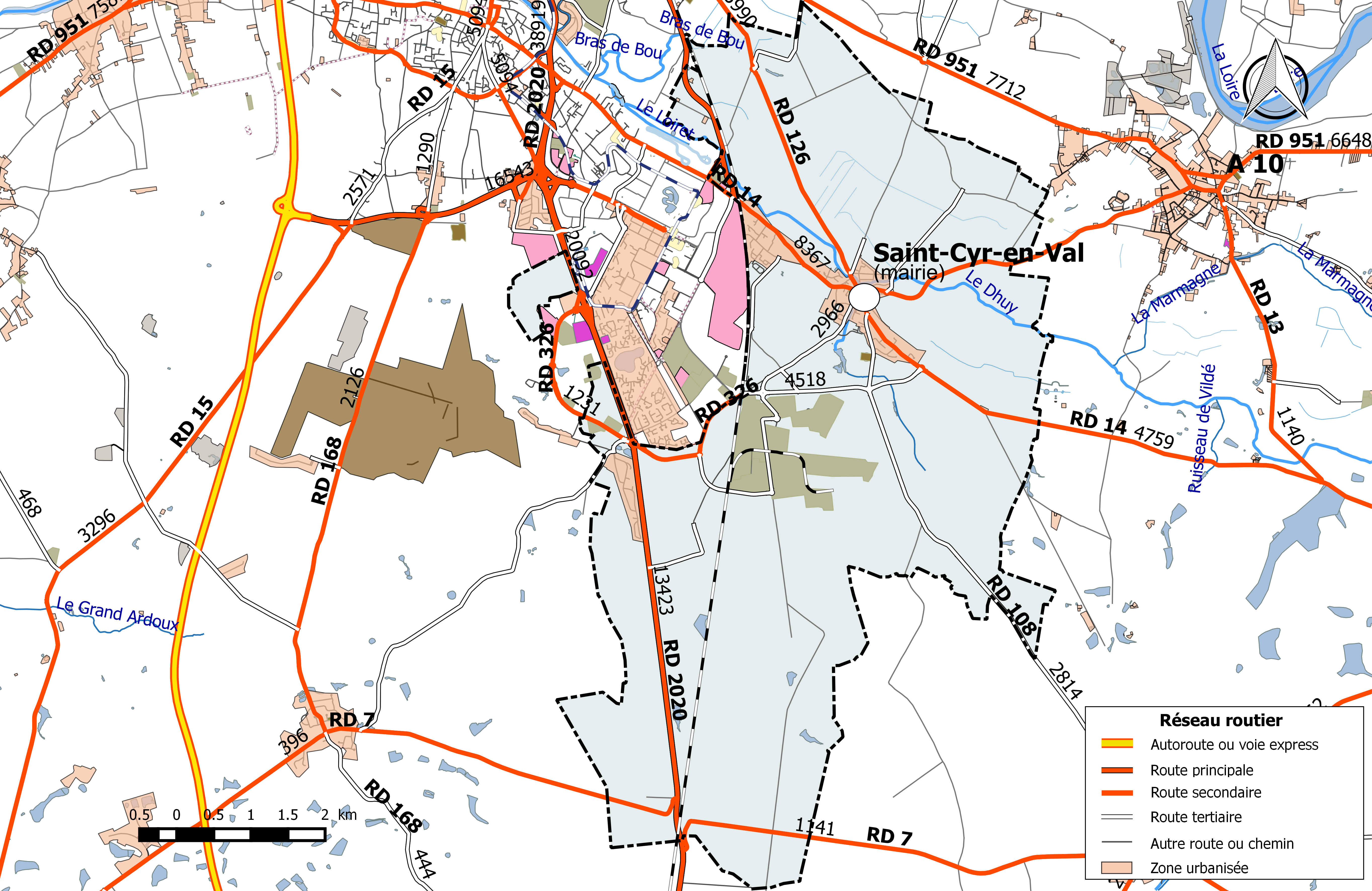
Réseau routier principal de la commune de Saint-Cyr-en-Val (avec indication du trafic routier 2014).

L'accès à la commune se fait notamment par la D2020 (ex-nationale 20) en venant d'Orléans ou du sud ; et par la D 14 (axe ouest-nord-ouest; est - sud-est) en venant de Vienne-en-Val ou d'Olivet.

#### Infrastructures ferroviaires

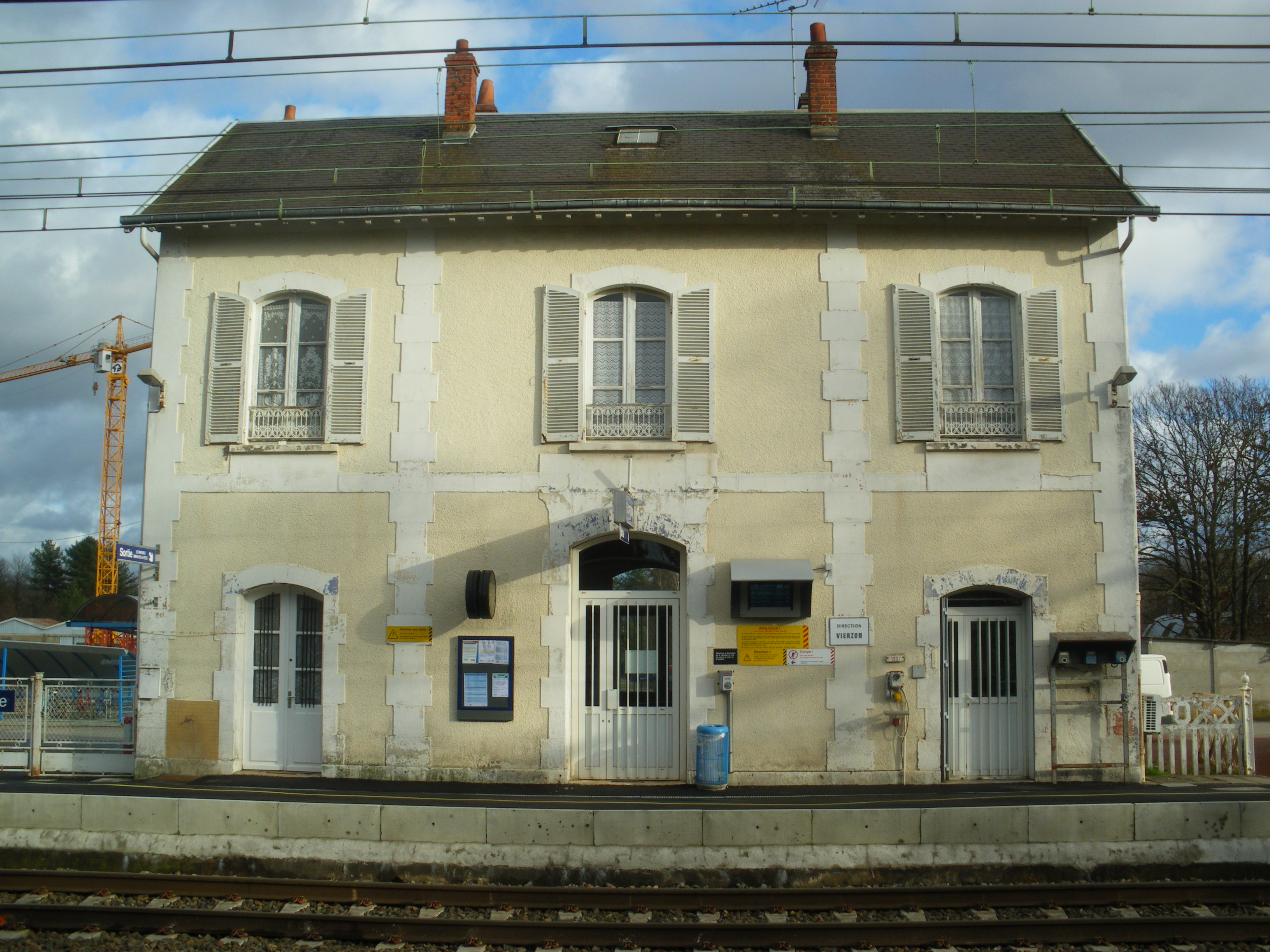
La gare de Saint-Cyr-en-Val - La Source.

La commune dispose d'une gare SNCF (gare de Saint-Cyr-en-Val - La Source), sur la ligne des Aubrais - Orléans à Montauban-Ville-Bourbon, qui dessert Saint Cyr en Val et le quartier d'Orléans-La Source. La gare est desservie par des trains TER Centre-Val de Loire entre Orléans et Châteauroux, Bourges et Nevers. De plus, il existe une liaison TER-bus entre la gare de Saint-Cyr-en-Val - La Source et Orléans, qui permet de voyager entre ces deux gares avec un titre de transport en commun TAO.

#### Transports en commun
La commune est desservie par la ligne 5 du réseau Rémi. Elle est située à la limite sud du réseau TAO, et est desservie par les lignes 13, 40, 61 et resa’sud.
Il y aussi le TER Bus qui passe à la gare de Saint-Cyr-En-Val.

### Risques naturels et technologiques majeurs
La commune de Saint-Cyr-en-Val est vulnérable à différents aléas naturels : inondations (par débordement de la Loire ou de ruisseaux), climatiques (hiver exceptionnel ou canicule), mouvements de terrains ou sismique. Elle est également exposée à un risque technologique : le transport de matières dangereuses. 
Entre 1985 et 2016, six arrêtés ministériels ayant porté reconnaissance de catastrophe naturelle ont été pris pour le territoire de la commune de Saint-Cyr-en-Val dont trois pour des inondations et coulées de boue et trois pour des mouvements de terrain.

#### Risque d'inondation

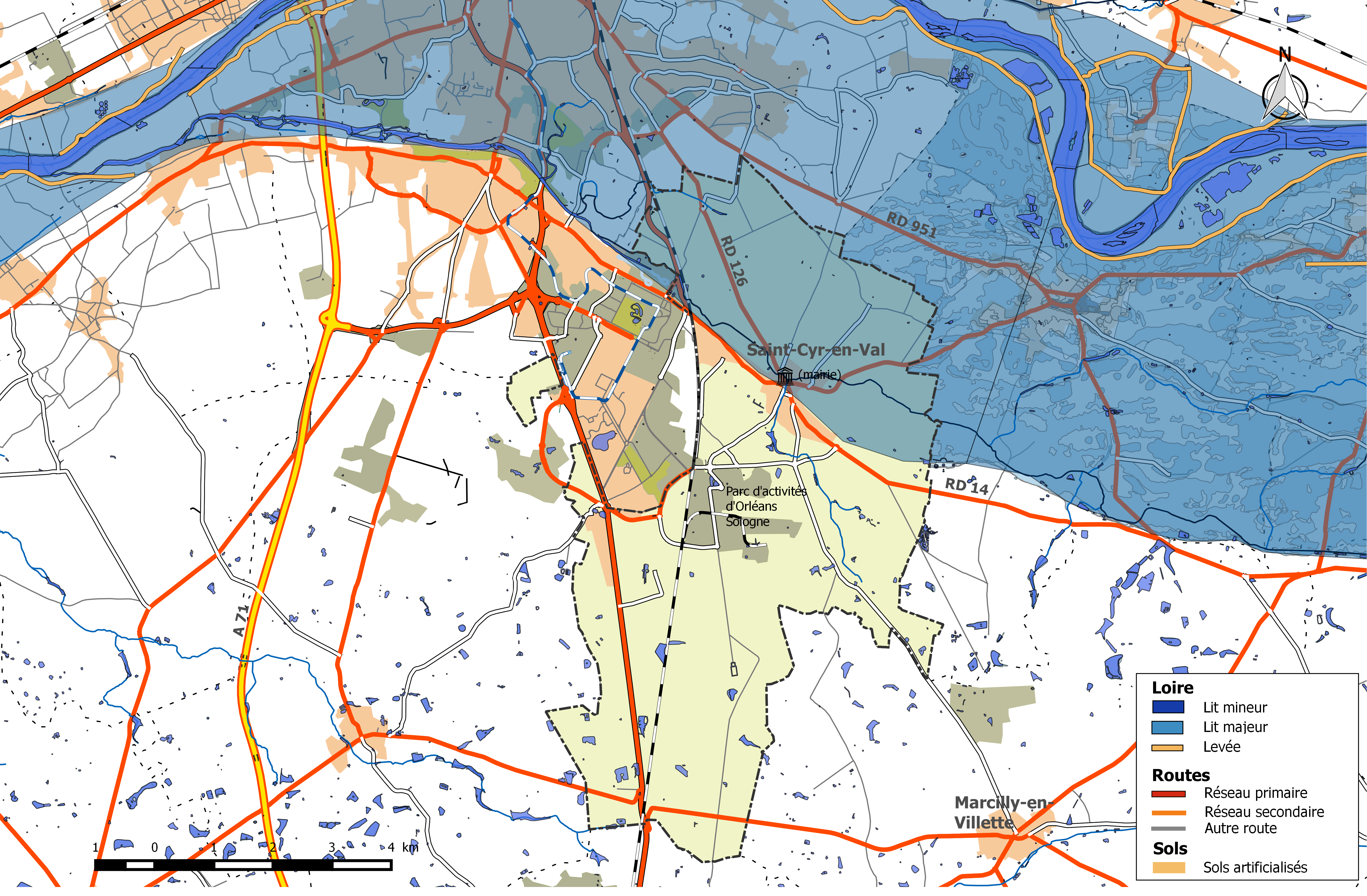
Zone inondable de la commune de Saint-Cyr-en-Val.

La Loire est à l'origine des dégâts les plus importants sur la commune en cas de crue majeure. Les crues historiques sont celles de 1846, 1856, 1866 et 1907. Aucune crue n'a atteint depuis 1907 les hauteurs atteintes lors de ces événements catastrophiques.
La zone inondable de la commune de Saint-Cyr-en-Val couvre une surface de 1 353 hectares, soit 32 % du territoire communal. Cette zone se répartit en 1 142 ha en espaces agricoles, 81 ha en espaces naturels, 43 ha en serres et 87 ha en surfaces urbanisées.  824 personnes résident dons cette zone. Elle fait partie du val d'Orléans qui s’étend sur 33 km de longueur, du hameau de Bouteille à l’amont au confluent du Loiret à l’aval, et couvre une partie du territoire de la commune. Ce val est protégé par une levée en terre, la levée d'Orléans, de 45 km de longueur, interrompue à 3,5 km environ en amont du confluent du Loiret. Il est inondé par le remous de la Loire dans la confluence du Loiret dès les premières crues simulées. Cette levée a été renforcée sur toute sa longueur. Le niveau de protection historique est celui visé par la construction du déversoir de Jargeau, aménagé à la fin du XIXe siècle à l'emplacement des brèches qui s'étaient produites en 1846, 1856 et 1866 et conçu initialement pour fonctionner au-delà de la cote de Loire à l'échelle d'Orléans proche de 6 m (crue de 1825, n'ayant pas occasionné de brèches). Les lignes d’eau en crue ont toutefois beaucoup changé depuis du fait de l’évolution morphologique du lit de la Loire, conséquence des ouvrages de navigation qui ont été réalisés au XIXe siècle  et de l’extraction massive de matériaux en deuxième partie du XXe siècle. Le déversoir ne remplit donc plus sa fonction de protéger la levée d’Orléans des surverses et il ne permet plus de définir l’objectif de protection du système d’endiguement.
L'analyse menée dans le cadre de l'étude de danger des digues, montre qu'aujourd'hui, le niveau de protection apparent de la levée est associé à une crue de période de retour d'environ 200 ans, soit une hauteur d'eau à l'échelle d'Orléans estimée à 5,75 m. Les zones de surverses probables mises en évidence se situent de l'amont vers l'aval, à Guilly, Tigy et Saint-Denis-en-Val (lieu-dit de Château Lumina). Par ailleurs, ces études montrent aussi que des défaillances avant dépassement des ouvrages sont probables, en particulier à Guilly, Tigy et Saint-Pryvé-Saint-Mesmin. Pour le secteur de Guilly, la probabilité de rupture n'est plus négligeable dès la crue de période de retour de 70 ans, soit une cote d'environ 4,60 m à l'échelle d'Orléans. Cette cote définit le niveau de sûreté actuel de la digue d'Orléans et correspond au seuil de déclenchement du plan d'évacuation massive de l'agglomération d'Orléans en cas de crue.
Le risque d'inondation est pris en compte dans l'aménagement du territoire de la commune par le biais du Plan de prévention du risque inondation (PPRI) du val d'Orléans - val amont, approuvé le 20 janvier 2015. Deux documents permettent de définir les modalités de gestion de crise et d'organisation des secours : au niveau départemental, le Dispositif ORSEC départemental spécialisé déclenché en cas d'inondation de la Loire, le plan ORSIL, et au niveau communal le plan communal de sauvegarde.

#### Risque de mouvements de terrain
Le territoire de la commune peut être concerné par un risque d'effondrement de cavités souterraines non connues. Une cartographie départementale de l'inventaire des cavités souterraines et des désordres de surface a été réalisée. Il a été recensé sur la commune plusieurs effondrements de cavités.
Par ailleurs, le sol du territoire communal peut faire l'objet de mouvements de terrain liés à la sécheresse. Le phénomène de retrait-gonflement des argiles est la conséquence d'un changement d'humidité des sols argileux. Les argiles sont capables de fixer l'eau disponible mais aussi de la perdre en se rétractant en cas de sécheresse. Ce phénomène peut provoquer des dégâts très importants sur les constructions (fissures, déformations des ouvertures) pouvant rendre inhabitables certains locaux. Celui-ci a particulièrement affecté le Loiret après la canicule de l'été 2003. La totalité du territoire de la commune est soumis à un aléa « faible » face à ce risque, selon l'échelle définie par le Bureau de recherches géologiques et minières (BRGM).

#### Transport de matières dangereuses
Le risque de transport de matières dangereuses peut survenir en cas d'accident impliquant une unité mobile (ex. camion) ou une canalisation transportant des matières dangereuses (toxique, inflammable...). Une matière dangereuse est une substance susceptible de présenter un danger et des conséquences graves pour l'homme et son environnement. À Saint-Cyr-en-Val, le facteur de risque prépondérant est le transport routier empruntant la RD 2020.

## Politique et administration

### Découpage territorial

#### Bloc communal: Commune et intercommunalités
La paroisse de Saint Cir en Val acquiert le statut de municipalité avec le  décret du 12 novembre 1789 de l'Assemblée Nationale puis celui de « commune », au sens de l'administration territoriale actuelle, par le décret de la Convention nationale du 10 brumaire an II (31 octobre 1793). Il faut toutefois attendre la loi du 5 avril 1884 sur l'organisation municipale pour qu'un régime juridique uniforme soit défini pour toutes les communes de France, point de départ de l’affirmation progressive des communes face au pouvoir central.
Aucun événement de restructuration majeure du territoire, de type suppression, cession ou réception de territoire, n'a affecté la commune depuis sa création.
La commune est membre de la communauté de l’Agglomération orléanaise depuis sa création le 24 novembre 1998. Cette communauté de communes devient communauté d'agglomération Orléans Val de Loire le 27 décembre 2001 puis communauté urbaine à compter du 1er janvier 2017, sous la dénomination Orléans Métropole, et enfin métropole avec la même dénomination à compter du 1er mai 2017.

#### Circonscriptions de rattachement
Sous l'Ancien Régime, à la veille des États généraux de 1789, la paroisse de Saint Cir en Val était rattachée sur le plan ecclésiastique à l'ancien diocèse d'Orléans, sur le plan judiciaire au bailliage d'Orléans , sur le plan militaire au gouvernement d'Orléans et sur le plan administratif à la généralité d'Orléans, élection d'Orléans,.
La loi du 22 décembre 1789 divise le pays en 83 départements découpés chacun en six à neuf districts eux-mêmes découpés en cantons regroupant des communes. Les districts, tout comme les départements, sont le siège d’une administration d’État et constituent à ce titre des circonscriptions administratives. La commune de Saint Cir en Val est alors incluse dans le canton de La Ferté-Saint-Aubin, le district d'Orléans et le département du Loiret.
La recherche d’un équilibre entre la volonté d’organiser une administration dont les cadres permettent l’exécution et le contrôle des lois d’une part, et la volonté d’accorder une certaine autonomie aux collectivités de base (paroisses, bourgs, villes) d’autre part, s’étale de 1789 à 1838. Les découpages territoriaux évoluent ensuite au gré des réformes visant à décentraliser ou recentraliser l'action de l'État. La régionalisation fonctionnelle des services de l'État (1945-1971) aboutit à la création de régions. L'acte I de la décentralisation de 1982-1983 constitue une étape importante en donnant l'autonomie aux collectivités territoriales, régions, départements et communes. L'acte II intervient en 2003-2006, puis l'acte III en 2012-2015.
Le tableau suivant présente les rattachements, au niveau infra-départemental, de la commune de Saint-Cyr-en-Val aux différentes circonscriptions administratives et électorales ainsi que l'historique de l'évolution de leurs territoires.
| Circonscription             | Nom                  | Période   | Type                         | Évolution du découpage territorial |
| --------------------------- | -------------------- | --------- | ---------------------------- | --- |
| District                    | Orléans              | 1790-1795 | Administrative               | La commune est rattachée au district d'Orléans de 1790 à 1795,. La Constitution du 5 fructidor an III, appliquée à partir de vendémiaire an IV (1795) supprime les districts, rouages administratifs liés à la Terreur, mais maintient les cantons qui acquièrent dès lors plus d'importance. |
| Canton                      | La Ferté-Saint-Aubin | 1790-1801 | Administrative et électorale | Le 10 février 1790, la municipalité de Saint Cir en Val est rattachée au canton de La Ferté Saint-Aubin,. Les cantons sont supprimés, en tant que découpage administratif, par une loi du 26 juin 1793, et ne conservent qu'un rôle électoral. Ils permettent l’élection des électeurs du second degré chargés de désigner les députés. Les cantons acquièrent une fonction administrative avec la disparition des districts en 1795. |
| Canton                      | Olivet               | 1801-1806 | Administrative et électorale | Sous le Consulat, un redécoupage territorial visant à réduire le nombre de justices de paix ramène le nombre de cantons dans le Loiret de 59 à 31. Saint Cir en Val est alors rattachée par arrêté du 9 vendémiaire an X (30 septembre 1801) au canton d'Olivet, sous le nom de Saint-Cyr-en-Val,. |
| Canton                      | Orléans-Sud          | 1806-1973 | Administrative et électorale | En 1806, la commune est rattachée au canton d'Orléans-Sud, un canton nouveau formé du faubourg Saint-Marceau et de toutes les communes du canton d'Olivet qui est supprimé. |
| Canton                      | Olivet               | 1973-1982 | Administrative et électorale | En 1973, la commune est rattachée au canton d'Olivet. |
| Canton                      | Saint-Jean-le-Blanc  | 1982-2015 | Administrative et électorale | En 1982, la commune est rattachée au nouveau canton de Saint-Jean-le-Blanc. |
| Canton                      | La Ferté-Saint-Aubin | 2015-     | Électorale                   | La loi du 17 mai 2013 et ses décrets d'application publiés en février et mars 2014 introduisent un nouveau découpage territorial pour les élections départementales. La commune est alors rattachée au nouveau canton de La Ferté-Saint-Aubin. Depuis cette réforme, plus aucun service de l'État n'exerce sa compétence sur un territoire s'appuyant sur le nouveau découpage cantonal. Le canton a disparu en tant que circonscription administrative de l'État ; il est désormais uniquement une circonscription électorale dédiée à l'élection d'un binôme de conseillers départementaux siégeant au conseil départemental. |
| Arrondissement              | Orléans              | 1801-     | Administrative               | Saint-Cyr-en-Val est rattachée à l'arrondissement d'Orléans depuis sa création en 1801,. |
| Circonscription législative | 1re circonscription  | 2010-     | Électorale                   | Lors du découpage législatif de 1986, le nombre de circonscriptions législatives passe dans le Loiret de 4 à 5. Un nouveau redécoupage intervient en 2010 avec la loi du 23 février 2010. En attribuant un siège de député « par tranche » de 125 000 habitants, le nombre de circonscriptions par département varie désormais de 1 à 21,. Dans le Loiret, le nombre de circonscriptions passe de cinq à six. La réforme n'affecte pas Saint-Cyr-en-Val qui reste rattachée à la première circonscription. |

#### Collectivités de rattachement
La commune de Saint-Cyr-en-Val est rattachée au département du Loiret et à la région Centre-Val de Loire, à la fois circonscriptions administratives de l'État et collectivités territoriales.

### Politique et administration municipales

#### Conseil municipal et maire
Depuis les élections municipales de 2014, le conseil municipal de Saint-Cyr-en-Val, commune de plus de 1 000 habitants, est élu au scrutin proportionnel de liste à deux tours (sans aucune modification possible de la liste),  pour un mandat de six ans renouvelable. Il est composé de 23 membres. L'exécutif communal est constitué par le maire, élu par le conseil municipal parmi ses membres, pour un mandat de six ans, c'est-à-dire pour la durée du mandat du conseil. Vincent Michaut est maire depuis 2020.
| Période                                  | Période      | Identité            | Étiquette     | Qualité                                                 |
| ---------------------------------------- | ------------ | ------------------- | ------------- | ------------------------------------------------------- |
| 18XX                                     | 18XX         | Achille de Morogues |               | Propriétaire Conseiller général du canton d'Orléans-Sud |
| mars 1977                                | 2005 (décès) | André Champault     | Divers droite |                                                         |
| 2005                                     | 2020         | Christian Braux     | Divers droite | Conseiller départemental (depuis 2015)                  |
| 2020                                     | En cours     | Vincent Michaut     |               |                                                         |
| Les données manquantes sont à compléter. |              |                     |               |                                                         |

### Jumelages
Bliesen, Saint-Wendel (Allemagne) depuis 1993

### Logotype
| Logotype de Saint-Cyr-en-Val | Les cubes représentent l'activité économique, la Sologne est symbolisée par le vert foncé, le Val de Loire par le vert clair, le Dhuy par la bande bleu et le monde industriel par le orange. |

## Héraldique
| Blason de Saint-Cyr-en-Val | Les armes de Saint-Cyr-en-Val se blasonnent ainsi : Tranché : au premier de sinople à la hure de sanglier d'argent adextrée d'un chêne du même, au second de gueules au mortier avec son pilon enclos dans une roue dentée, le tout d'argent ; au filet ondé d'azur brochant sur le trait de la partition. Le sanglier rappelle une légende selon laquelle saint Cyr aurait sauvé Charlemagne de la charge d'un animal, ainsi que la chasse pratiquée sur le territoire de la commune. L'arbre symbolise le territoire forestier, la bande azur figure le Dhuy, le mortier et la roue dentée, les activités industrielles. |

## Population et société

### Démographie
L'évolution du nombre d'habitants est connue à travers les recensements de la population effectués dans la commune depuis 1793. Pour les communes de moins de 10 000 habitants, une enquête de recensement portant sur toute la population est réalisée tous les cinq ans, les populations de référence des années intermédiaires étant quant à elles estimées par interpolation ou extrapolation. Pour la commune, le premier recensement exhaustif entrant dans le cadre du nouveau dispositif a été réalisé en 2007.
En 2022, la commune comptait 3 430 habitants, en évolution de +4,22 % par rapport à 2016 (Loiret : +1,89 %, France hors Mayotte : +2,11 %).
| 1793 | 1800 | 1806 | 1821 | 1831 | 1836 | 1841 | 1846 | 1851 |
| ---- | ---- | ---- | ---- | ---- | ---- | ---- | ---- | ---- |
| 588  | 565  | 530  | 569  | 667  | 835  | 875  | 955  | 984  |

| 1856  | 1861  | 1866  | 1872  | 1876  | 1881  | 1886  | 1891  | 1896  |
| ----- | ----- | ----- | ----- | ----- | ----- | ----- | ----- | ----- |
| 1 053 | 1 088 | 1 166 | 1 076 | 1 049 | 1 067 | 1 063 | 1 086 | 1 027 |

| 1901  | 1906  | 1911  | 1921 | 1926 | 1931 | 1936 | 1946 | 1954 |
| ----- | ----- | ----- | ---- | ---- | ---- | ---- | ---- | ---- |
| 1 105 | 1 066 | 1 056 | 877  | 897  | 919  | 865  | 881  | 976  |

| 1962 | 1968  | 1975  | 1982  | 1990  | 1999  | 2006  | 2007  | 2012  |
| ---- | ----- | ----- | ----- | ----- | ----- | ----- | ----- | ----- |
| 928  | 1 142 | 1 555 | 2 373 | 2 883 | 3 251 | 3 185 | 3 173 | 3 024 |

| 2017  | 2022  | - | - | - | - | - | - | - |
| ----- | ----- | - | - | - | - | - | - | - |
| 3 309 | 3 430 | - | - | - | - | - | - | - |

## Équipements et services publics

### Gestion de l'eau

#### Eau potable
Le service public d’eau potable est une compétence obligatoire des communes depuis  l’adoption de la loi du 30 décembre 2006 sur l’eau et les milieux aquatiques. La commune assurait jusqu'au 1er janvier 2017, la production et la distribution de l'eau potable sur le territoire communal. La gestion de l’eau étant une compétence obligatoire des communautés urbaines et des métropoles, la communauté urbaine Orléans Métropole s'est substituée à la commune pour la mise en œuvre du service public d'eau potable lors de la transformation de la communauté d'agglomération Val de Loire en communauté urbaine le 1er janvier 2017, puis c'est la métropole Orléans Métropole le 1er mai 2017 qui a pris cette compétence. La ville de Saint-Cyr-en-Val dispose de quatre forages sur sa commune et est principalement  alimentée en eau potable par le forage de La Jonchère, mis en service en 1985, pompant l'eau dans la nappe souterraine des calcaires d'Étampes.

#### Eaux usées
La compétence assainissement, qui recouvre obligatoirement la collecte, le transport et l’épuration des eaux usées, l’élimination des boues produites, ainsi que le contrôle des raccordements aux réseaux publics de collecte, est assurée  depuis le 1er janvier 2002 par la Communauté de l'Agglomération Orléans Val de Loire, puis le 1er janvier 2017 par la communauté urbaine et enfin depuis le 1er mai 2017 par Orléans Métropole.
Depuis le 1er mai 2016, Orléans Métropolee exploite en régie directe les réseaux et ouvrages d'assainissement de 10 communes du territoire métropolitain dont Saint-Cyr-en-Val et d'une partie d'Orléans. Le réseau comprend un réseau unitaire (eaux usées + eaux pluviales) de 4 312 ml, un réseau séparatif eaux usées de 14 042 ml et un réseau d'eaux pluviales de 12 690 ml. Sur la commune, on  compte 17 stations de relevage pour les eaux usées et 4 pour les eaux pluviales. Ces stations peuvent contenir de une à quatre pompes  dont les puissances peuvent varier de 1,3 kW à 140 kW (soit de 3 l/s à 450 l/s).
Un zonage d'assainissement, qui délimite les zones d'assainissement collectif, les zones d'assainissement non collectif et le zonage pluvial a été réalisé par l’AgglO et a été approuvé par  délibération du  conseil de communauté du 15 avril 2004. 
La commune est raccordée à la station d'épuration de l'Île Arrault. Cet équipement, dont la capacité est de 95 000 EH, est le deuxième le plus important sur le territoire d'Orléans Métropole et a été mis en service le 1er janvier 1972. Son exploitation est assurée depuis mai 2016 en régie par les services d'Orléans Métropole.

### Gestion des déchets

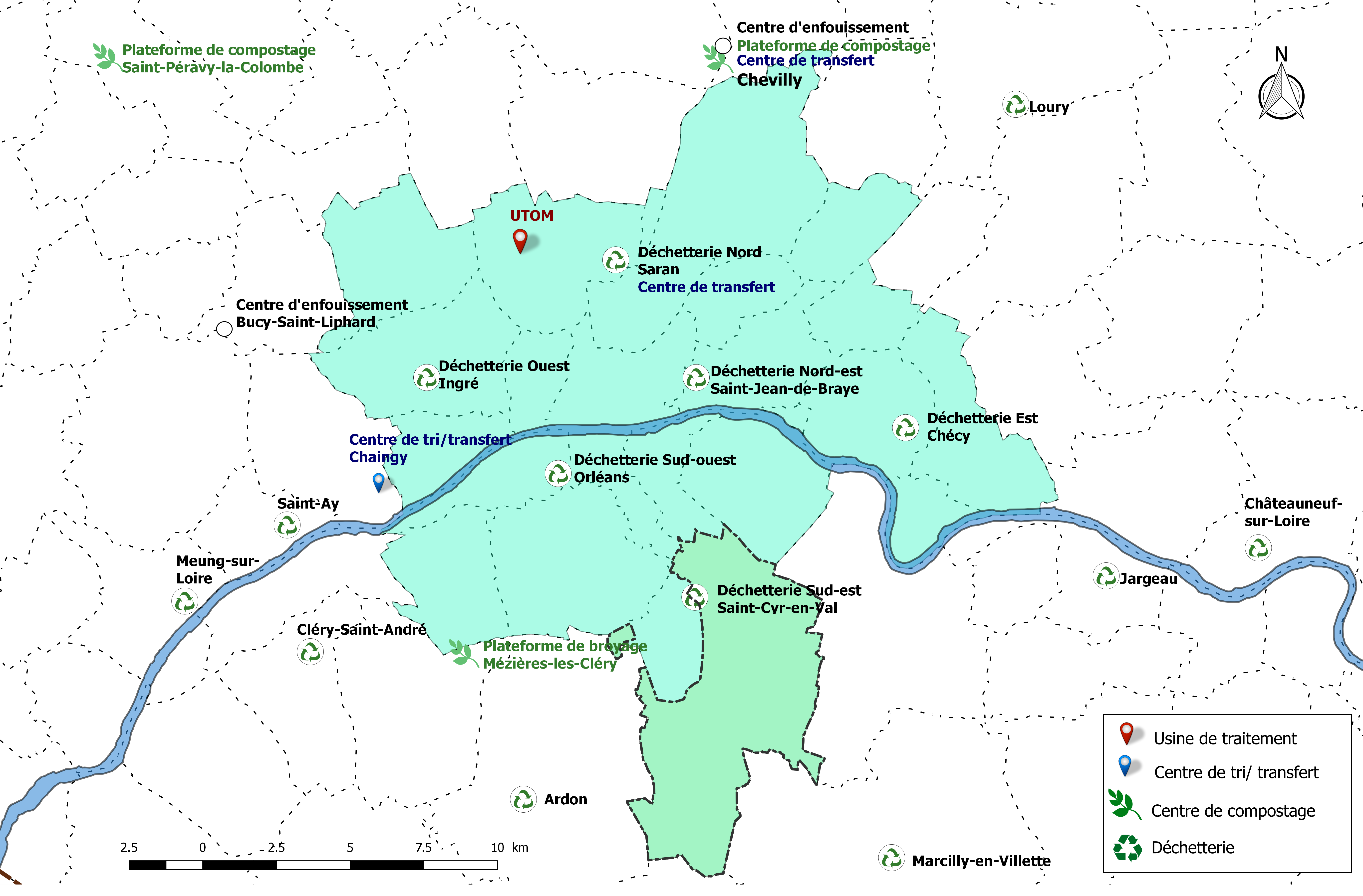
Sites de collecte, de traitement et de valorisation des déchets de la communauté urbaine d'Orléans Métropole, avec localisation de la commune de Saint-Cyr-en-Val.

La collecte, le traitement et la valorisation des déchets est une compétence exclusive de la communauté urbaine Orléans Métropole depuis 2000 (l'intercommunalité était alors communauté de communes). La collecte des déchets ménagers (résiduels et multimatériaux) est effectuée en porte-à-porte sur toutes les communes de la communauté urbaine, Un réseau de six déchèteries accueille les encombrants et autres déchets spécifiques (déchets verts, déchets dangereux, gravats, cartons…).
Une unité de traitement permettant la valorisation énergétique (l’incinération des déchets ménagers résiduels) et la valorisation matière des autres déchets (corps creux, corps plats et multimatériaux) est en service sur la commune de Saran depuis 1996. Elle est exploitée par la société ORVADE, filiale du groupe Veolia.

### Enseignement
Saint-Cyr-en-Val est située dans l'académie d'Orléans-Tours et dans la circonscription d'Orléans-Sud. La commune possède une école maternelle et une école primaire.

## Économie
La commune conserve une activité agricole : pépiniéristes, cultures maraîchères.
Une zone industrielle s'est développée au sud de la ville : le parc d'activité de la Saussaye.

### Revenus de la population et fiscalité
En 2010, le revenu fiscal médian par ménage était de 43 842 €, ce qui plaçait Saint-Cyr-en-Val au 1 093e rang parmi les 31 525 communes de plus de 39 ménages en métropole.

## Culture locale et patrimoine

### Lieux et monuments
- L'église Saint-Sulpice
- Les châteaux : Cormes, privé, construit par Pierre Briçonnet (†1509)[108] entre 1500 et 1509, classé Monument historique[109] ; Gautray ; Reyville, construit en 1861, ayant appartenu un temps à Claude Bébéar[110] ; La Jonchère, municipal ; Viéville ; La Motte, municipal, hébergement du centre de loisirs, parc ouvert au public ; Morchêne, municipal, parc ouvert au public. Le château de Concyr a été détruit et celui de La Source a été racheté par la ville d'Orléans.

Lieux et monuments de la commune.
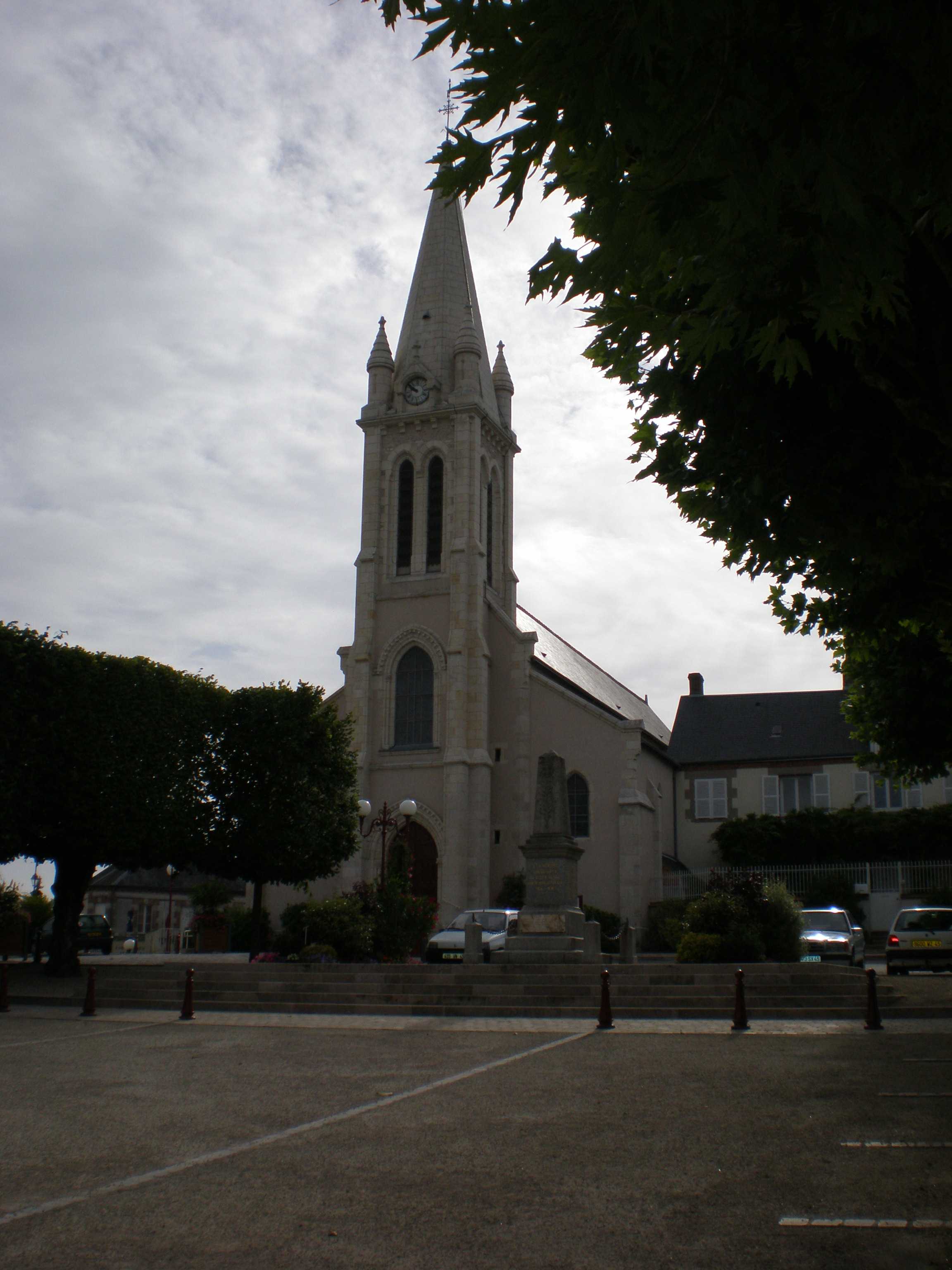
L'église Saint-Sulpice.
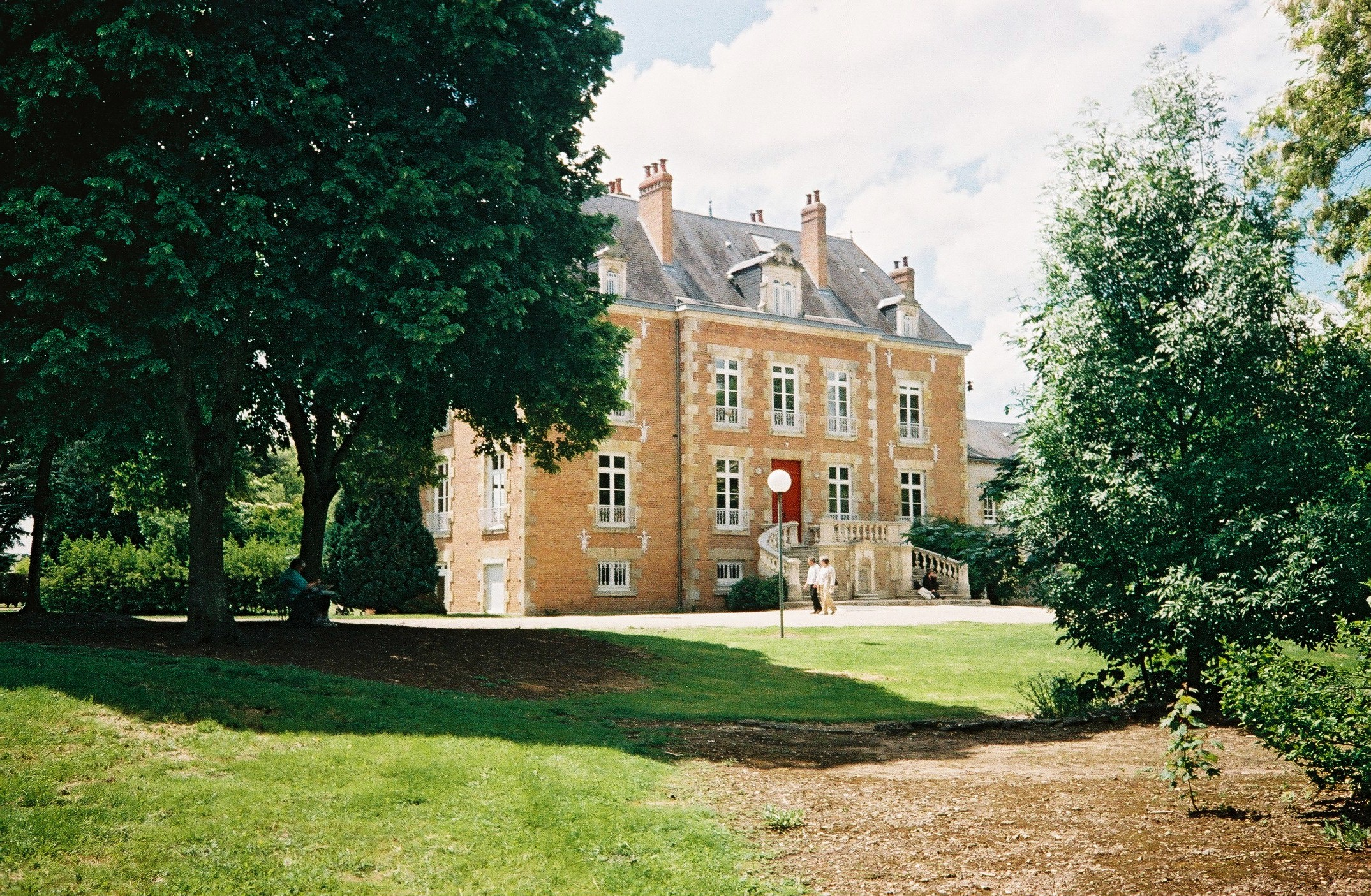
Le château de la Motte.
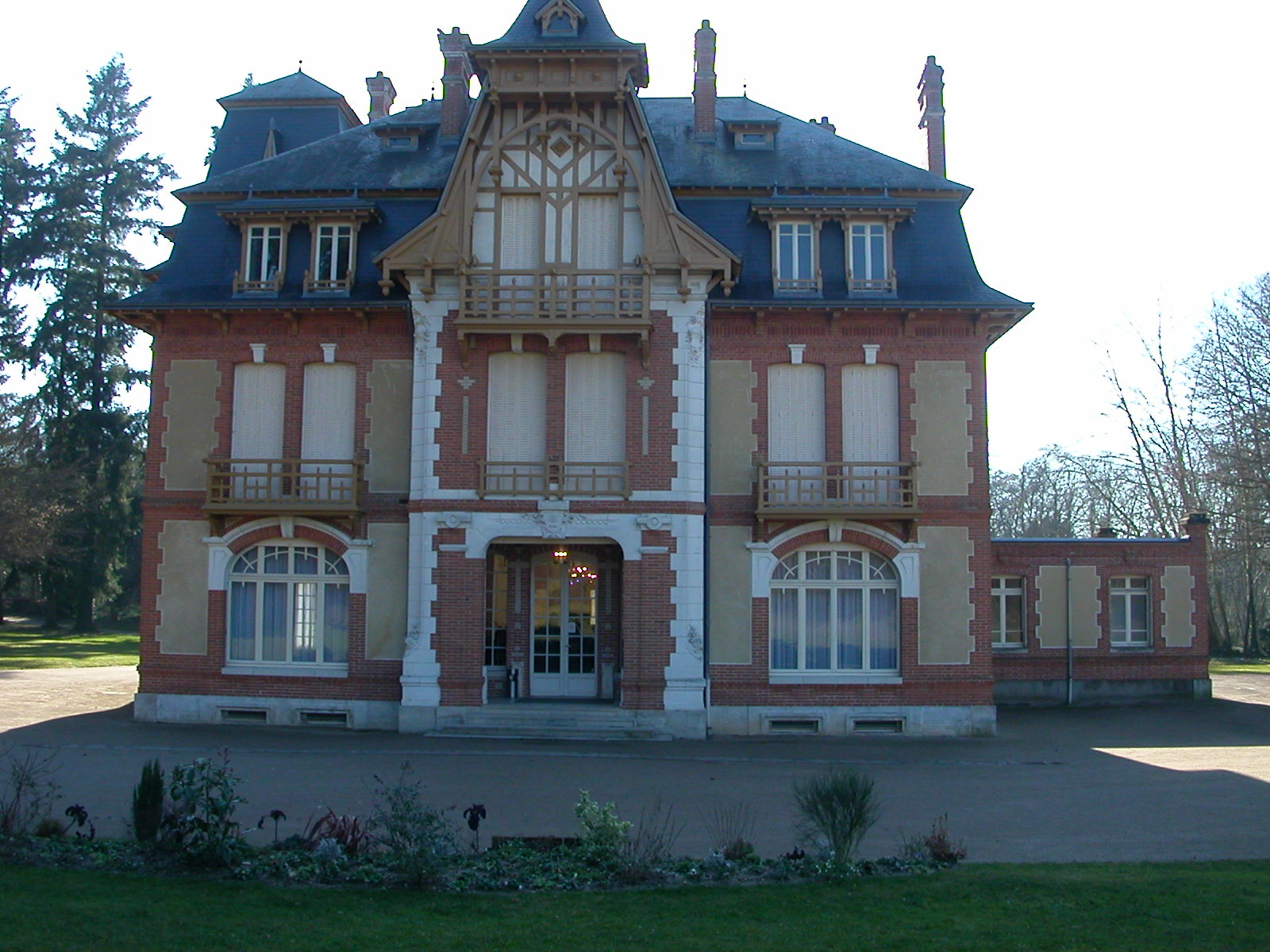
Le château de Morchêne.
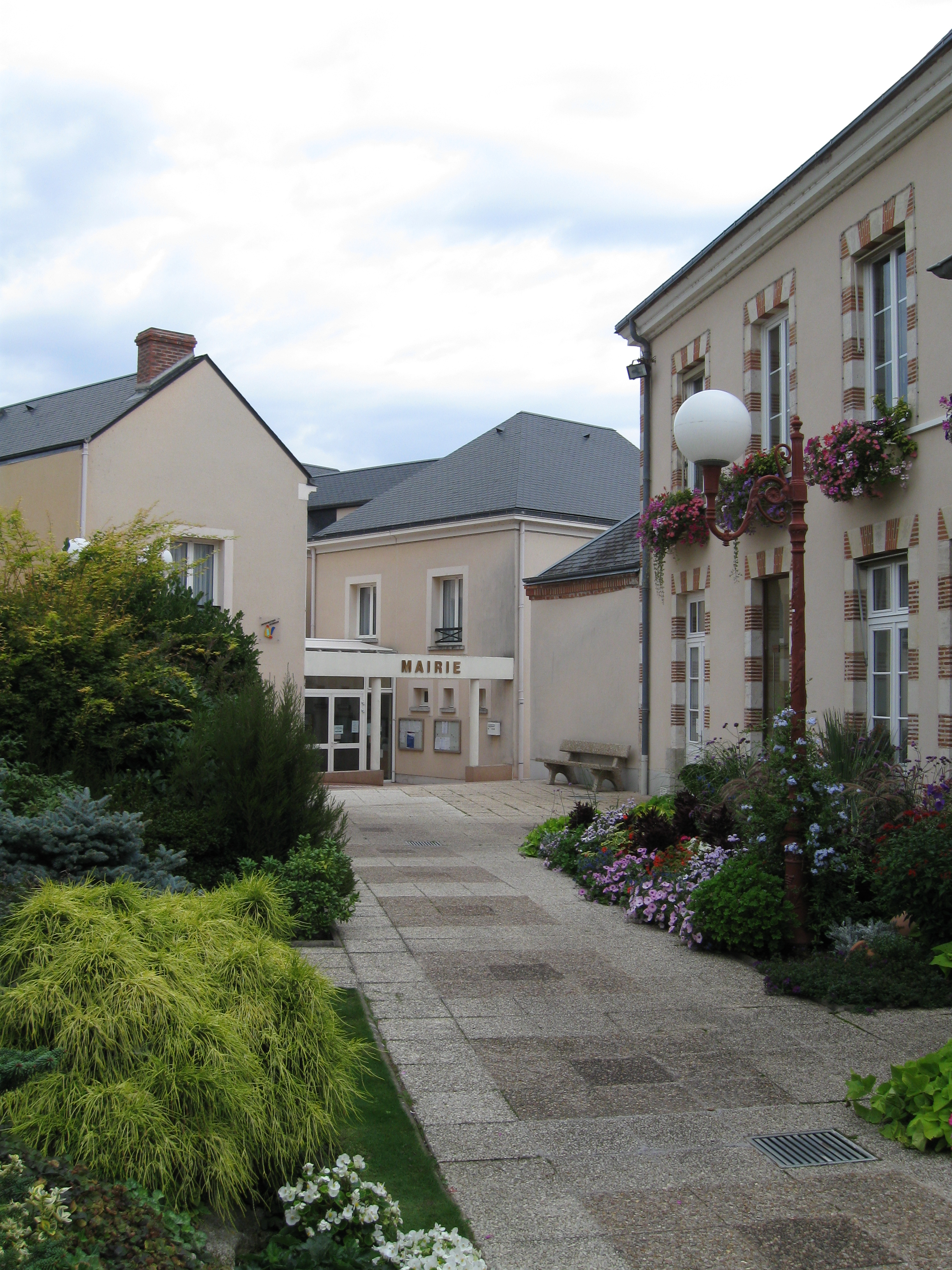
Centre de Saint-Cyr-en-Val.
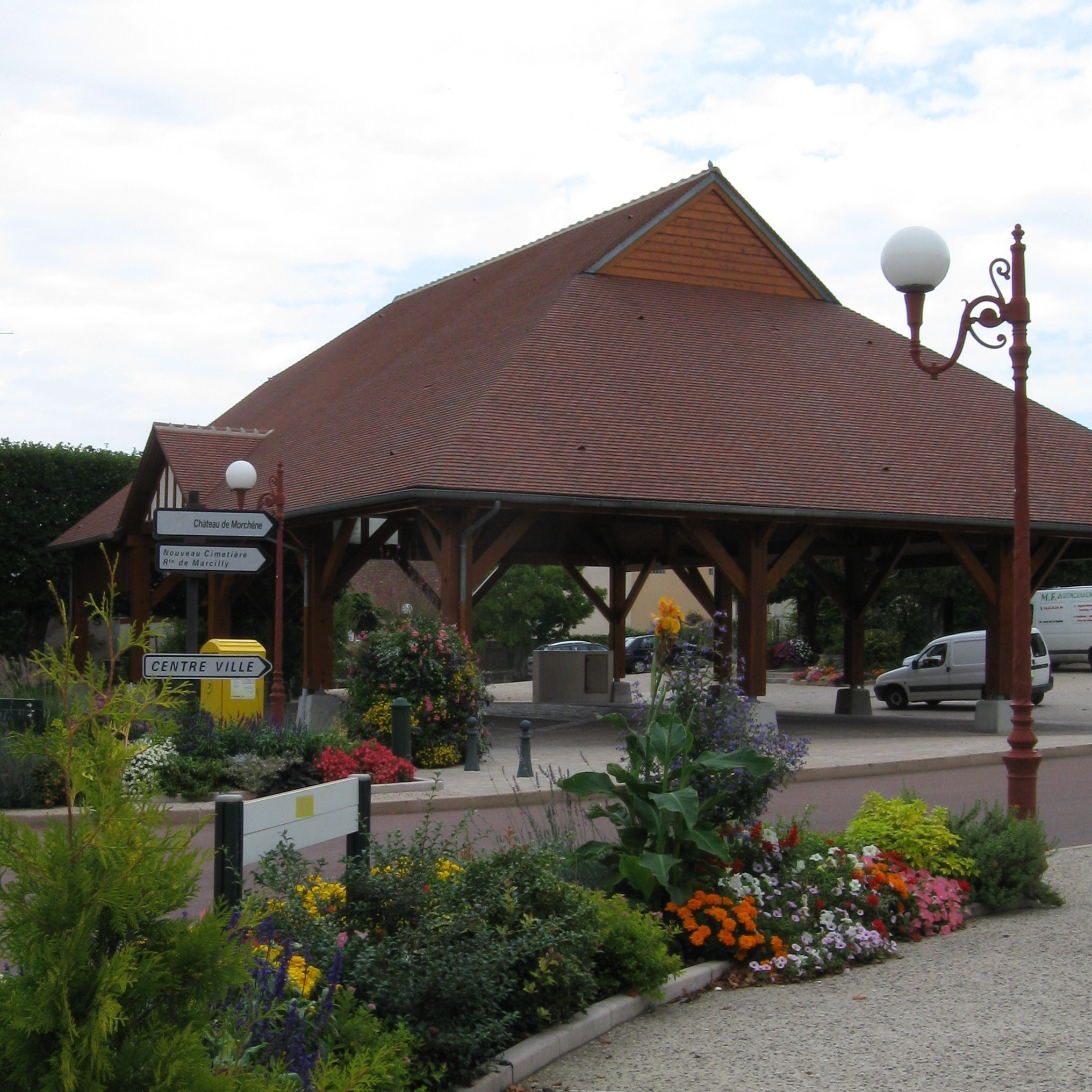
Halle du Marché.
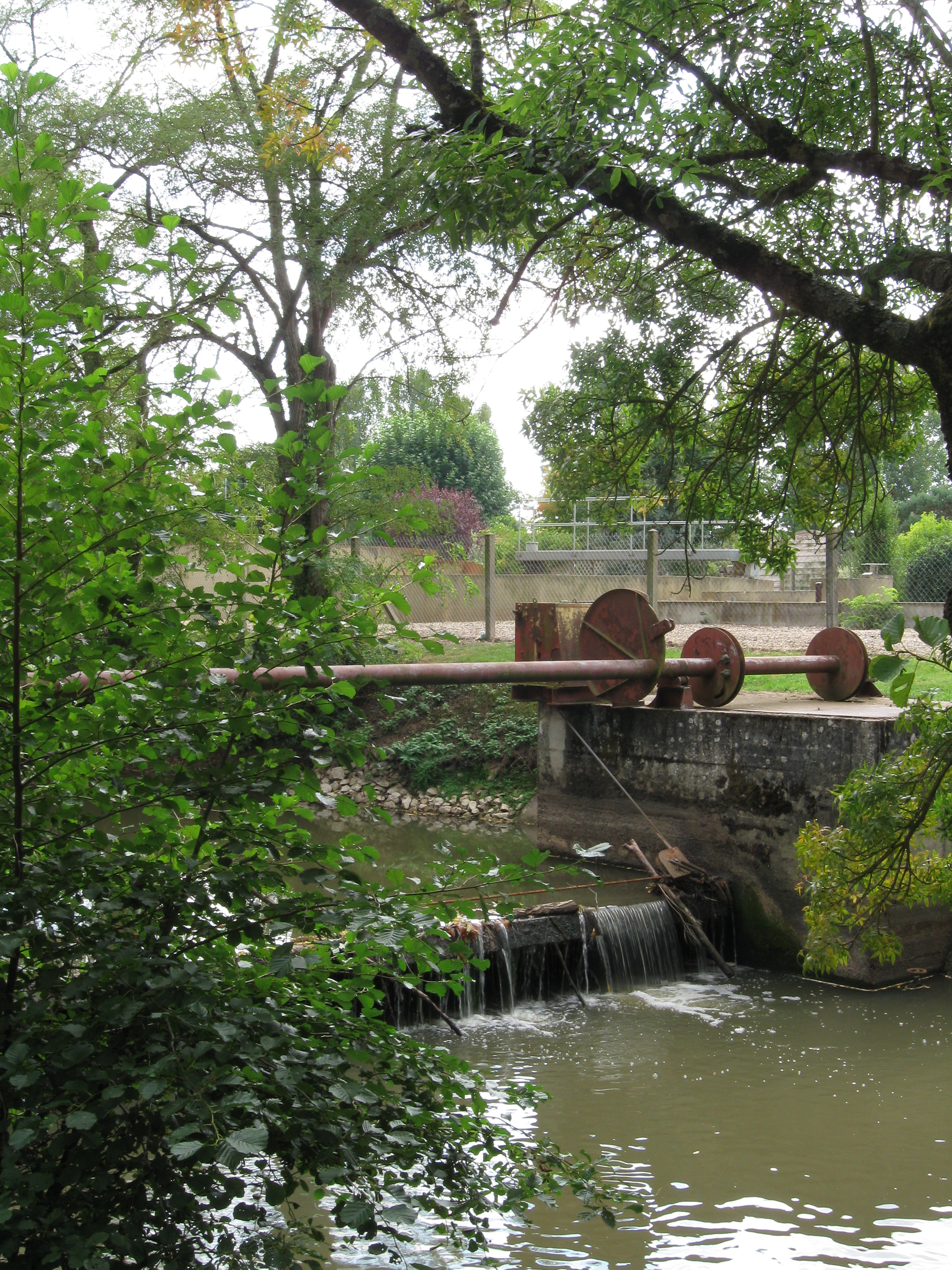
Promenade du Dhuy.

### Manifestation
La fête de Saint-Sulpice a lieu chaque année en septembre depuis 1953.

### Personnalités liée à la commune
- Jean Baguenault de Viéville (1902-1987), général de cavalerie français, est mort à Saint-Cyr-en-Val.